# Джибровка
Джибровката или джибровицата или комовицата e вид ракия, добивана от гроздови джибри.